# Nephasoma multiaraneusa
Nephasoma multiaraneusa är en stjärnmaskart som först beskrevs av Murina 1967.  Nephasoma multiaraneusa ingår i släktet Nephasoma och familjen Golfingiidae. Inga underarter finns listade i Catalogue of Life.